# Колчанов, Григорий Семёнович
Григорий Семёнович Колчанов (20 ноября 1901, д. Вознесенка, Уфимская губерния, Российская империя — 1 мая 1988, Краснодар, СССР) — советский военачальник, гвардии генерал-майор (20.12.1943).

## Биография
Родился 20 ноября 1901 года в деревне Вознесенка, ныне село, в Бирский районе, Республика Башкортостан. Русский.

## Военная служба

### Гражданская война
1 ноября 1919 года был мобилизован в РККА и служил переписчиком в Бирском уездном военкомате Уфимской губернии, с августа 1921 года — делопроизводителем в Пономарёвском волостном военкомате этого уезда, с ноября — красноармейцем в 99-м стрелковом полку в городе Уфа.

### Межвоенные годы
С января 1922 года учился на 100-х Кронштадтских пехотных курсах, переименованных позже в 3-и. С сентября 1923 года служил в 12-м стрелковом полку 4-й стрелковой дивизии Западного фронта отделенным командиром, старшиной роты и школы младшего комсостава.
В сентябре 1925 года командирован в Киевскую пехотную школу им. Рабочих Красного Замоскворечья. Член ВКП(б) с 1925 года. После её окончания в сентябре 1927 года назначен в 152-й стрелковый полк 51-й Перекопской стрелковой дивизии, где занимал должности командира стрелкового взвода и взвода полковой школы, командира роты и начальника штаба батальона, помощника начальника штаба полка.
В декабре 1933 года направлен на Дальний Восток начальником штаба 98-го отдельного пулеметного батальона Полтавского УРа ОКДВА. С декабря 1935 г. командовал учебным батальоном в 274-м стрелковом полку 92-й стрелковой дивизии.
С февраля по июль 1937 года проходил обучение на курсах «Выстрел», затем временно исполнял должность начальника штаба 274-го стрелкового полка. С января 1938 года был начальником 1-й (оперативной) части и врид начальника штаба дивизии. 26 июня 1938 года назначен командиром 203-го стрелкового полка 92-й стрелковой дивизии в составе ОКДВА и 1-й Отдельной Краснознаменной армии. Накануне войны она входила в 25-ю армию ДВО.

### Великая Отечественная война
С началом войны в прежней должности. К 30 октября 1941 года дивизия была передислоцирована на волховское направление в 4-ю отдельную армию и приняла участие в Тихвинских оборонительной и наступательной операциях.
С февраля 1942 года майор Колчанов командовал 1014-м стрелковым полком 288-й стрелковой дивизии 59-й армии Волховского фронта, а с июля исполнял должность начальника штаба дивизии. Ее части находились в обороне на плацдарме на западном берегу реки Волхов, захваченном в ходе Любанской наступательной операции. 8 сентября 1942 подполковник Колчанов был допущен к командованию 288-й стрелковой дивизией. До января 1944 года ее части в составе 59-й, затем 4-й и 54-й армий Волховского фронта занимали оборону на широком фронте, прочно удерживая этот плацдарм. 18 января дивизия сдала полосу обороны 44-й стрелковой дивизии и выступила маршем в район Зенино (юго-восточнее г. Любань), где находилась в резерве 54-й армии. С 22 января 1944 года она была введена в бой и после четырехдневных упорных боев овладела крупными населенными пунктами Рамцы, Грустыня, Ильинский Погост, а 28 января освободила город Любань. Затем дивизия по железной дороге была переброшена на станцию Малая Вишера и далее совершила марш в район северо-восточнее Новгорода, где находилась на доукомплектовании. С 19 февраля она в составе 54-й армии перешла в преследование противника в направлении Песочки, Сольцы, Дно, Остров. 21 февраля 1944 года ее части овладели городом и ж.-д. станцией Сольцы, 24 февраля — городом Дно, а 26 февраля — городом Порхов, после была выведена во второй эшелон и продолжала движение в направлении города Остров. 13 марта 1944 года она, встретив упорное сопротивление немцев в 18 км северо-восточнее города Остров, перешла к обороне. Приказом ВГК от 26.2.1944 за освобождение города Дно ей было присвоено наименование «Дновская».
С 19 июня 1944 года генерал-майор Колчанов переведен на должность командира 326-й стрелковой Рославльской дивизии, которая в составе 67-й армии 3-го Прибалтийского фронта вела тяжелые бои в районе Пскова. С 23 июля она участвовала в Псковско-Островской и Тартуской наступательных операциях. Ее части форсировали реку Великую, 30 июля вступили на территорию Эстонии и к 25 августа овладели городом Элва. С 18 по 30 сентября дивизия в составе 2-й ударной армии Ленинградского фронта принимала участие в Прибалтийской, Таллинской наступательных операциях, в ходе которых освободила города Вильянди и Мыйзакюла. Указом ПВС СССР от 7.9.1944 за освобождение города Тарту она была награждена орденом Красного Знамени.
30 сентября 1944 года дивизия была выведена в резерв Ставки ВГК и к 16 октября передана в состав 2-го Белорусского фронта. На заключительном этапе войны в составе тех же армии и фронта участвовала в Восточно-Прусской, Млавско-Эльбингской и Восточно-Померанской наступательных операциях. В ночь с 18 на 19 февраля 1945 года ее части форсировали реку Висла и наступали по левому берегу реки в направлении на Данциг. 6 марта они освободили город Прейсиш-Старгард, а 30 марта — город Данциг. В апреле дивизия совершила 300-километровый марш в район Штеттина и участвовала в Берлинской наступательной операции. 28 апреля она форсировала реку Одер и вела наступательные бои в районе города Анклам, Грайфсвальд, Штральзунд и на острове Рюген.
За время войны комдив Колчанов был одиннадцать раз персонально упомянут в благодарственных в приказах Верховного Главнокомандующего.

### Послевоенная карьера
После войны продолжал командовать этой дивизией в ГСОВГ.
С января 1946 года исполнял должность командира 88-й гвардейской стрелковой Запорожской ордена Ленина Краснознаменной орденов Суворова и Богдана Хмельницкого дивизии.
В августе переведен в Зап.-СибВО командиром 6-й гвардейской стрелковой бригады.
С декабря 1948 года по февраль 1950 год находился на курсах усовершенствования командиров стрелковых дивизий при Военной академии им. М. В. Фрунзе, затем был назначен начальником отдела боевой и политической подготовки СКВО. 20 апреля 1953 года был снят с должности.
20 июня 1953 года генерал-майор Колчанов уволен в запас. Похоронен на Славянском кладбище.

## Награды
СССР
- орден Ленина (06.11.1945)[6]
- пять орденов Красного Знамени (20.05.1944[3], 27.07.1944[7], 01.10.1944[8], 03.11.1944[6], 15.11.1950[6])
- орден Суворова II степени (29.05.1945)[9]
- орден Кутузова II степени (10.04.1945)[10]
- орден Отечественной войны I степени (06.04.1985)[11]

медали в том числе:
- - «За победу над Германией в Великой Отечественной войне 1941—1945 гг.» (06.08.1945)[12]
  - «За взятие Кёнигсберга» (1945)
  - «Ветеран Вооружённых Сил СССР» (1976)

Приказы (благодарности) Верховного Главнокомандующего в которых отмечен Г. С. Колчанов.
- За овладение штурмом городом Остров — крупным узлом коммуникаций и мощным опорным пунктом обороны немцев, прикрывающим пути к центральным районам Прибалтики. 21 июля 1944 года. № 144.
- За овладение штурмом городом и крупным узлом коммуникаций Тарту (Юрьев-Дерпт) — важным опорным пунктом обороны немцев, прикрывающим пути к центральным районам Эстонии. 25 августа 1944 года № 175.
- За овладение городами Восточной Пруссии Вилленберг, Ортельсбург, Морунген, Заальфельд и Фрайштадт — важными узлами коммуникаций и сильными опорными пунктами обороны немцев. 23 января 1945 года. № 246.
- За овладение городами Восточной Пруссии Мюльхаузен, Мариенбург и Штум — важными опорными пунктами обороны немцев, прорыв к побережью Данцигской бухты, и захват города Толькемит, отрезав тем самым восточно-прусскую группировку немцев от центральных районов Германии. 26 января 1945 года. № 256.
- За овладение городами Гнев (Меве) и Старогард (Прейсиш Старгард) — важными опорными пунктами обороны немцев на подступах к Данцигу. 7 марта 1945 года. № 294.
- За овладение городом и крепостью Гданьск (Данциг) — важнейшим портом и первоклассной военно-морской базой немцев на Балтийском море. 30 марта 1945 года. № 319.
- За овладение городами и важными узлами дорог Анклам, Фридланд, Нойбранденбург, Лихен и вступление на территорию провинции Мекленбург. 29 апреля 1945 года. № 351.
- За овладение городами Грайфсвальд, Трептов, Нойштрелитц, Фюрстенберг, Гранзее — важными узлами дорог в северо-западной части Померании и в Мекленбурге. 30 апреля 1945 года. № 352.
- За овладение городами Штральзунд, Гриммен, Деммин, Мальхин, Варен, Везенберг — важными узлами дорог и сильными опорными пунктами обороны немцев. 1 мая 1945 года. № 354.
- За овладение городом Свинемюнде — крупным портом и военно-морской базой немцев на Балтийском море. 5 мая 1945 года. № 362.
- За форсирование пролива Штральзундерфарвассер, полное овладение островом Рюген и городами Берген, Гарц, Путбус, Засснитц находящимися на нём. 6 мая 1945 года. № 363.

Других государств
- 0рден «Крест Грюнвальда» III степени (ПНР)
- медаль «За Одру, Нису и Балтику» (ПНР)